# 洪真慶
洪眞慶（：／ Hong Jin-kyung，1977年12月23日—），韓國女模特兒、演員、企業家。名字常被音譯為洪真京。

## 經歷
1993年，因為爸爸病重而需要成為經濟支柱所以在高一成為模特兒，在韓國演藝圈打滾數年後一度移民到巴黎居住，再次想成為模特兒。2003年與一位比自己年長5歲的企業家結婚，2004年使用母親的泡菜技術推出泡菜品牌“The Kimchi”，擁有自己的泡菜公司。一度罹患癌症並抗癌成功，持續演藝工作。

## 影視作品

### 電視劇
- 1998年：KBS《創造幸福（朝鲜语：행복을 만들어 드립니다）》(情景劇)
- 2013年：SBS《來自星星的你》飾演 洪福子（漫畫社社長）
- 2016年：SBS《藍色海洋的傳說》飾演沈清好友[4]
- 2024年：tvN《淚之女王》飾演洪偵探

### 電影
- 1991年：《初夜下的雨》
- 1995年：《天才宣言（朝鲜语：천재 선언）》
- 1997年：《產婦因果（朝鲜语：산부인과）》
- 1997年：《Baby Sale（朝鲜语：베이비 세일）》(特別出演)
- 2004年：《Two Guys》

## 綜藝節目
- 2014年：SBS《Magic Eye》
- 2014年：SBS《时尚王Korea (第二季)》
- 2015年：KBS Joy《一顿饭的品格》（한끼의 품격）
- 2015年：TV朝鲜《给我看看收据》
- 2016年：KBS2 《姐姐們的Slam Dunk》[5]
- 2017年：KBS2《姐姐們的Slam Dunk》第二季
- 2017年—2023年：JTBC《有差异的阶级》
- 2017年：tvN《改變課堂》
- 2018年—2019年：KBS2《脸红的你》
- 2018年：MBN《我朋友的相亲》（내 친구 소개팅）
- 2019年：KBS2《就业天堂Good Job》
- 2020年：tvN《星期五星期五晚上》
- 2020年：tvN《我的第一次社會生活》
- 2020年—2022年：Channel A、ENA《困难夫妇》
- 2021年：SBS Plus、Channel S《恋爱都市》（연애도사）
- 2021年：tvN《洪真庆电影般的御宅生活》（홍진경의 영화로운 덕후생활）
- 2021年：SBS Plus、Channel S《恋爱都市2》（연애도사 시즌2）
- 2021年：SBS《需要Womance》
- 2021年：MBC《像韩语首字母一样》（가나다같이）
- 2021年：EBS1《蔬菜地球》（채소가지구）
- 2021年：Netflix《單身即地獄》
- 2022年：JTBC《女儿盗贼们》（딸도둑들）
- 2022年：KBS2《资本主义学校》
- 2022年：KBS2《最近的东西很奇怪》
- 2022年—2024年：KBS2《洪金銅錢》
- 2022年：MBC《行事惯例之王》（루틴왕）
- 2022年：Netflix《單身即地獄 (第二季)》
- 2023年：JTBC《内室法官》
- 2023年：JTBC《心酸当铺》
- 2023年：Netflix《單身即地獄 (第三季)》
- 2024年：E频道《毫厘之差：心理纪录片》（한 끗 차이: 사이코멘터리）
- 2023年—：TV朝鲜《三角之家》
- 2024年—：KBS Joy《洪判事判》（홍판사판）
- 2024年—：JTBC《我的名字是加百列》

## 廣播節目
- KBS 2FM 《洪真慶的歌謠廣場》
- KBS 2FM 《洪真慶的2時》
- MBC FM4U 《2時的約會》

## 音樂作品
- 2016年：單曲《Shut Up (feat. 柳熙烈)》（Unnies）
- 2017年：單曲《對嗎？（맞지？）》、單曲《啦啦啦頌（랄랄라 송 ）》（Unnies）

## 獲獎記錄
- 1993年：第2屆超級精英模特大賽最佳造型相
- 2012年：第38屆夢想者拉姆體育大會從事者及後援表彰張裳首爾市授予儀式
- 2024年5月7日：第60屆百想藝術大獎－電視部門 女子綜藝賞

## 外部連結
- 洪真慶的Instagram帳戶
- 洪真慶在NAVER上的资料